# Fällstol

En vanlig modern fällstol

Fällstol är samlingsnamnet för hopfällbara stolar och taburetter. Beteckningen används även för sådana stolar vars ursprungliga fällkonstruktion har gjorts fast.

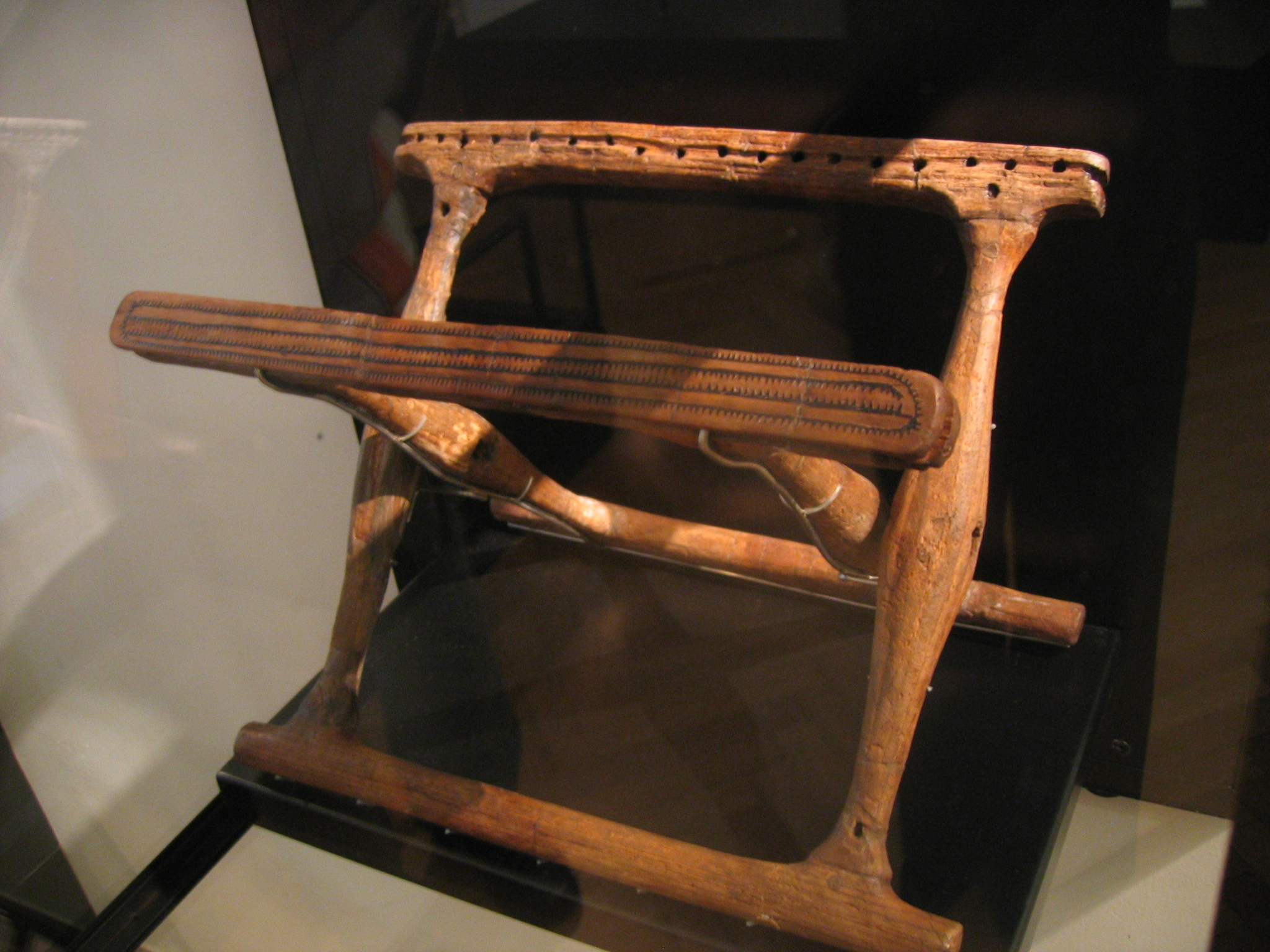
Fällstol fra Guldhøj, Danmark (bronsåldern)
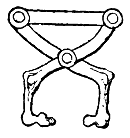
Romersk fällstol